# Brachycome
Brachycome là một chi thực vật có hoa trong họ Cúc (Asteraceae).

## Loài
Chi Brachycome gồm các loài: